# Moïsme

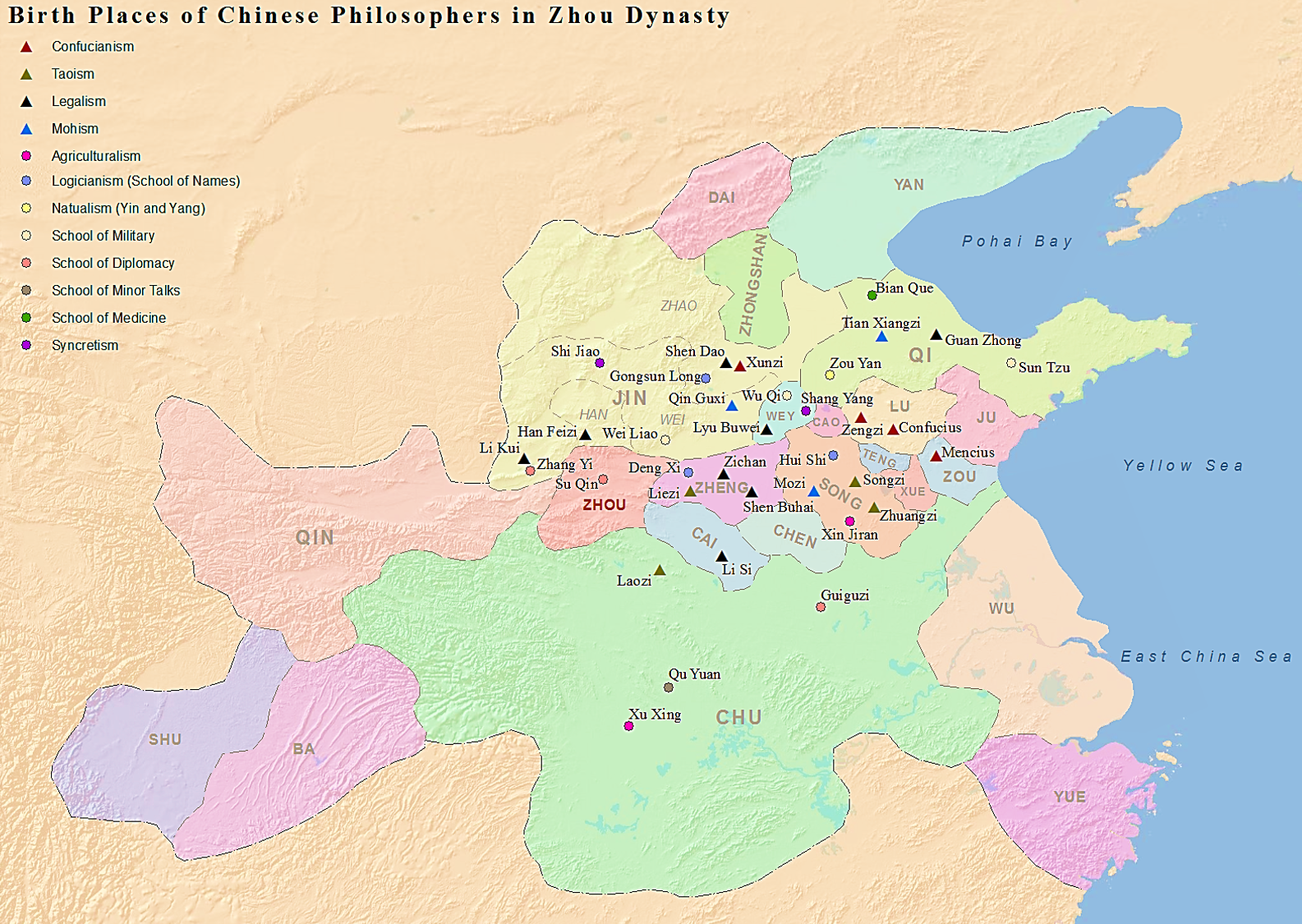
Lieux de naissance des philosophes chinois notables des Cent écoles de pensée de la dynastie Zhou.

Le moïsme ou mohisme est l'ensemble des doctrines philosophiques d'une des « cent écoles » nées en Chine au cours de la période des Royaumes combattants. Elle tire son nom de celui de son fondateur : Mozi, c'est-à-dire « maître Mo » (479-381 av. J.-C.), qui prônait une société égalitaire. À une époque où les guerres faisaient rage en Chine, il était pacifiste. Ce courant, extrêmement populaire à l'époque des Royaumes combattants, ne laissa que peu de traces dans la pensée chinoise après l'avènement de Qin Shi Huangdi.